# Чемпіонат Польщі з хокею 1973—1974
Чемпіонат Польщі з хокею 1974 — 39-ий чемпіонат Польщі з хокею, чемпіоном став клуб Подгале (Новий Тарг).

## Підсумкова таблиця
| М   | Команда               | І  | Ш       | О  |
| --- | --------------------- | -- | ------- | -- |
| 1.  | Подгале (Новий Тарг)  | 36 | 270:89  | 64 |
| 2.  | Баїлдон (Катовіце)    | 36 | 219:120 | 50 |
| 3.  | Напшуд Янув           | 36 | 162:107 | 50 |
| 4.  | ЛКС (Лодзь)           | 36 | 140:110 | 38 |
| 5.  | ГКС Катовіце          | 36 | 153:124 | 38 |
| 6.  | Полонія (Бидгощ)      | 36 | 148:173 | 36 |
| 7.  | «Поморжанін» (Торунь) | 36 | 150:170 | 31 |
| 8.  | Заглембе Сосновець    | 36 | 115:165 | 24 |
| 9.  | ГКС Тихи              | 36 | 107:205 | 16 |
| 10. | КТХ Криниця           | 36 | 120:321 | 11 |

## Найкращий гравець
Найкращим гравцем журналом «Спорт» (пол. Sport) був визнаний Стефан Хованець з Подгале (Новий Тарг).

## ІІ Ліга
Путівку до першої ліги здобули клуби: Легія Варшава та Унія (Освенцім).